# Shelfordia sorana
Shelfordia sorana är en stekelart som först beskrevs av Cameron 1904.  Shelfordia sorana ingår i släktet Shelfordia och familjen bracksteklar. Inga underarter finns listade i Catalogue of Life.